# Anette Dawn
Pour les articles homonymes, voir Dawn.
Anette Dawn, de son vrai nom Anett Bocsi, née le 9 mai 1978 à Salgótarján, en Nógrád, est une escort-girl, maquilleuse, céramiste, mannequin glamour et ancienne actrice pornographique hongroise. Elle s'est fait connaître dans les années 2000, où tous ses films ont été tournés.

## Carrière
Avant de faire carrière dans l'industrie du sexe, elle avait travaillé comme maquilleuse et a travaillé pour l'une des chaînes de télévision commerciales, où son emploi était très instable. À l'époque, il y avait une séance photo dans laquelle on attendait des filles portant des vêtements suggestifs. Bocsi a immédiatement pensé à essayer et est finalement devenue mannequin pour adultes.
Elle a débuté comme actrice porno en 2002 dans le film Wild Adventures par la société Private.  Elle a ensuite posé pour d'autres sites web et a fait beaucoup de sets de photos et de scènes web pour Viv Thomas et pour le site 21Sextury, devenant ainsi l'un des premiers modèles de ce site lors de son lancement en 2003.
En 2007, Dawn s'est classée au premier rang des votes des membres de Twistys, devant Crissy Moran, Shay Laren, Susana Spears et Erica Campbell.
Son rôle secondaire le plus important est celui qu'il a tenu dans le film Downward Spiral (2008) de la ligne de Private Blockbusters par Private, avec Sandy et réalisé par Frank Major et Andrew Youngman. Il s'agit également de la plus grosse production de la société à l'époque.
En 2009, elle a été nommée pour le concours Twistys Treat of the Year, aux côtés d'autres actrices pornographiques telles que Ashlynn Brooke, Jessica Jaymes, Kayden Kross, Heather Vandeven, Louise Glover, entre autres, pour le titre et un prix de 10 000 dollars, remporté par Bree Olson.

## Vie privée
Tout au long de son métier bien remplie en tant qu’escorte, Dawn a accumulé un nombre démesuré de rencontres avec des hommes riches et des célébrités du monde entier, ce qui fait d'elle l'une des prostituées de luxe les plus recherchées au monde.

## Filmographie

### Pornographique
- 2002 : Wild Adventures de A. Youngman, Antonio Adamo, J. Walton, Kovi et Little AL
- 2004 : Girl + Girl 9 de Zora Banx
- 2004 : Street Heat 2 de Justin Ribeiro dos Santos
- 2004 : Exxxtraordinary Eurobabes 3 de John Walton
- 2004 : Sandy's Girls 1 de Andrew Youngman
- 2005 : LesGlam 1 de Andrew Youngman
- 2005 : Butterfly de Viv Thomas
- 2005 : Our Movie de Viv Thomas
- 2005 : Sandy: Agent Provocateur de Viv Thomas
- 2005 : Sticky Fingers de Viv Thomas
- 2005 : Viv's Dream Team de Viv Thomas
- 2006 : Clit Club de Andrew Youngman
- 2006 : Home Alone de John Walton et Andrew Youngman
- 2007 : Prime Cups 1 de Raul Cristian
- 2008 : Pink on Pink 3 de Andrew Youngman
- 2008 : Downward Spiral de Frank Major et Andrew Youngman
- 2010 : Twisty Treats de Kory Fame

### Non pornographique
- 2005 : 8 mm 2 : Perversions fatales (8MM 2) de Joseph S. Cardone

## Distinctions
- Twistys Treat of the Month - Mars 2007[7].

En mars 2007, Dawn a été désignée "Twistys Treat of the Month" sur Twistys. Plus tard en 2009, elle a été nommée pour le concours "Twistys Treat of the Year".